# Хел Аскилдсен
Хел Аскилдсен (на норвежки: Kjell Askildsen) е норвежки писател на произведения в жанра социална драма и е най-известен със своите минималистични разкази.

## Биография и творчество
Хел Аскилдсен е роден на 30 септември 1929 г. в Мандал, Норвегия. Баща му е Арне Аскилдсен, съдия-изпълнител и политик, а майка му е Ааста Ховерстад. Преди Втората световна война баща му е бил съдебен изпълнител на Мандал и на Халсе ог Харкмарк от 1928 г., член е на борда на Норвежката лутеранска мисия от 1939 г., а също и член на училищното настоятелство и градския съвет. По време на войната и окупацията на Норвегия баща му е бил затворен в Аркивет два пъти, преди да избяга в Швеция през 1944 г. Двамата му по-големи братя са държани в плен в концентрационния лагер Грини. След войната в периода 1949 – 1950 г. следва в университета на Осло, но прекъсва обучението си. Аскилдсен се записва за кратко в Независимата норвежка бригадна група в Германия. В периода 1951 – 1968 г. е женен за германката Едит Матисен, а от 1992 г. е женен за Джина Гиртсен.
Първата му книга, сборникът с разкази „Отсега нататък ще те следвам по целия път до дома“, е издадена през 1953 г. и повдига противоречия, особено в Мандал, заради сексуалното си съдържание. След той се насочва главно към романите. Първият му роман „Г-н Леонард Леонард“ е издаден през 1955 г.
През 1969 г. е издаден романът му „Обкръжение“. Историята описва седмица от живота на двама мъже и две жени на съвсем малък остров с морски фар. Търсещ усамотение и вдъхновение писател се присъединява към живота на пазача на фара, заедно с жена си и двадесетгодишната им дъщеря. Това води и до промени в разбирането на живота от всеки от тях, което срива съзнанието им. Романът получава наградата „Мадс Виел Нигаард“. През 1973 г. романът е екранизиран във филма „Мария Марушка“ с участието на Петер Линдгрен.
От 1982 г. всички публикувани книги на Аскилдсен са сборници с разкази. Те правят един от най-аплодираните съвременни писатели в Норвегия. Сборникът му „Последните бележки на Томас Ф. за широката публика“ от 1983 г. получава наградата на норвежката критика за литература. През 2006 г. вестник „Дагбладет“ определя сборника като най-добрата прозаична книга, написана в Норвегия през последните 25 години. В разказите си с изумително естествен минимализъм и проникновение успява да разгърне случки от битието до стряскащ поглед отгоре и отвътре, осветен с леко циничен хумор. Книгите чу са преведени на над 25 езика по света.
Носител на множество литературни награди. Сред тях са: Наградата на критиците (1983), Наградата на Ашехоуг (1991), Наградата на критиците (1991), Наградата на Доблуг (1996) и Почетната награда на Браге (1996), Северната награда на Шведската академия (2009) и почетната награда Sørlandet (2010).
В допълнение към авторската си дейност прави преводи на книги на други писатели, включително произведения на Херман Брох и на Бертолт Брехт, и на редица пиеси за Националния театър.
Той е съосновател на Норвежкия писателски център през 1968 г., като в периода 1972 – 1973 г. е председател на борда и ежедневен мениджър на организацията. Член е на литературния съвет на Асоциацията на норвежките писатели за два периода, в периода 1978 – 1980 г., след това в периода 1984 – 1987 г.
Хел Аскилдсен умира на 23 септември 2021 г. в Норвегия.

## Произведения

### Самостоятелни романи
- Herr Leonard Leonard (1955)[1]
- Davids bror (1957)
- Omgivelser (1969)
Обкръжение, изд. „Дамян Яков“ София (2014), прев. Антоанета Ханстеен
- Kjære, kjære Oluf (1974)
- Hverdag (1976)

### Сборници
- Heretter følger jeg deg helt hjem (1953)[1][2]
- Kulisser (1966)
- Ingenting for ingenting (1982)
- Thomas F's siste nedtegnelser til almenheten (1983) – награда на критиците
- En plutselig frigjørende tanke (1987)
- Et stort øde landskap (1991) – награда на критиците
- Hundene i Tessaloniki (1996)
- Samlede noveller (1999)
- Alt som før (2005)
- Vennskapets pris (2015)

### Екранизации
- 1973 Maria Marusjka – по „Обкръжение“
- 1987 Carl Lange – тв филм
- 2008 Thomas – по разказ
- 2009 Betydningen – по разказ
- 2011 Gresshoppen
- 2018 The Dog Lies Buried – късометражен, история